# Suphanburi FC
Maillots
Actualités
Le Suphanburi Football Club (en thaï : สโมสรฟุตบอลจังหวัดสุพรรณบุรี), plus couramment abrégé en Suphanburi FC, est un club thaïlandais de football fondé en 1997 et basé dans la ville de Suphanburi.
Le club se classe troisième du championnat de Thaïlande en 2015, ce qui constitue sa meilleure performance.

## Palmarès
| Compétitions nationales                                                   |
| ------------------------------------------------------------------------- |
| - Championnat de Thaïlande de deuxième division : - Vice-champion : 2012. |

## Personnalités du club

### Présidents
- Varawut Silpa-archa, fils du député de Suphanburi (Plaines centrales) et Premier Ministre de la Thaïlande en 1995 et 1996 Banhan Sinlapa-acha[1].

### Entraîneurs
| - Worrawoot Srimaka (décembre 2011 - 29 octobre 2012) - Phayong Khunnaen (janvier 2013 - décembre 2013) - Alexandré Pölking (2 janvier 2014 - 12 mai 2014) - Adebayo Gbadebo (13 mai 2014 - 7 juin 2014) - Velizar Popov (8 juin 2014 - 24 novembre 2014) - Sérgio Farias (18 décembre 2014 - 13 août 2015) - Worrawoot Srimaka (13 août 2015 - 13 décembre 2015) - Sérgio Aparecido (6 janvier 2016 - 22 mars 2016) |  | - Ricardo Rodríguez (22 mars 2016 - 28 juin 2016) - Sérgio Farias (4 juillet 2016 - 16 avril 2017) - Worrawoot Srimaka (16 avril 2017 - 21 mai 2017) - Adebayo Gbadebo (22 mai 2017 - 24 juin 2018) - Pairoj Borwonwatanadilok (29 juin 2018 - 11 octobre 2018) - Totchtawan Sripan (12 novembre 2018 - 2 juin 2019) - Adebayo Gbadebo (4 juin 2019 - 18 mai 2022) - Sataporn Wajakhum (20 mai 2022 - 4 décembre 2023) - Sarawut Treephan (12 décembre 2023 - 31 juillet 2024) - Issara Sritaro (2 août 2024 - ) |